# Albert Royo i Mariné
Albert Royo i Mariné (Barcelona, 1977) va ser el Secretari General del Consell de Diplomàcia Pública de Catalunya entre el 13 de febrer de 2013 i el 31 d'octubre de 2017. És llicenciat en Ciències Polítiques, Màster en Anàlisi Econòmica Aplicada (Universitat Pompeu Fabra) i diplomat en Afers Europeus per la London School of Economics. Va ser cessat el 31 d'octubre de 2017, després de l'aplicació de l'Article 155 de la Constitució espanyola.

## Biografia
Va treballar a la Comissió Europea entre 2001 i 2013, on entre altres tasques va treballar com a responsable de la unitat de premsa i com a reporter polític de la seva Representació a Barcelona. Anteriorment, havia treballat a la Delegació de la Generalitat a Brussel·les.
Va ser secretari de Cooperació Exterior i d'Afers Exteriors del Govern de Catalunya (2004-2007), període en el qual el Govern va signar diversos acords amb les Nacions Unides i va dissenyar la xarxa de delegacions a l'exterior.
És professor d'Afers Europeus a la Universitat Pompeu Fabra (Idec) i ha donat classes, entre d'altres, a l'escola diplomàtica del Ministeri d'Afers Exteriors de l'Uruguai. Ha fet d'observador electoral en missions internacionals organitzades per l'Organització per a la Seguretat i la Cooperació a Europa i per la Generalitat de Catalunya (Ucraïna, Montenegro, ANP).
És impulsor d'Horitzó Europa, una entitat que té per objectiu apropar els debats europeus a Catalunya i la realitat catalana a Brussel·les. A més, col·labora en diverses entitats que treballen en el camp de la governança global, els drets humans o la cultura, com ara l'Associació Projecte per al Governament Democràtic Mundial (apGDM), la Fundació ACSAR, Amnistia Internacional o Òmnium Cultural.